# Fünf-Prozent-Hürde in Deutschland
Die Fünf-Prozent-Hürde, auch Fünf-Prozent-Klausel genannt, ist die bekannteste und am meisten verbreitete Sperrklausel für Wahlen in Deutschland. Ähnliche Regelungen gibt es in anderen Ländern mit Verhältniswahlrecht.

## Geschichte
Für den ersten Bundestag 1949 galt die Fünf-Prozent-Hürde getrennt für jedes Bundesland. Am 25. Juni 1953 verabschiedete dann der Deutsche Bundestag ein neues Bundeswahlgesetz, nach dem sie sich auf die bundesweit abgegebenen gültigen Stimmen bezieht. Bei der Bundestagswahl 1990 galt die Fünf-Prozent-Hürde wegen der besonderen Situation direkt nach der deutschen Wiedervereinigung ausnahmsweise getrennt für West- und Ostdeutschland.

## Nationale Minderheiten
Ausgenommen von der Fünf-Prozent-Hürde sind teilweise die Parteien nationaler Minderheiten. So wird der Südschleswigsche Wählerverband (SSW) in Schleswig-Holstein, der die dort ansässige dänische nationale Minderheit repräsentiert, davon ausgenommen. Im Gegensatz zum schleswig-holsteinischen Wahlgesetz, das nach § 3 Abs. 1 Satz 2 ausdrücklich (aufgrund der Bonn-Kopenhagener Erklärungen) nur Parteien der dänischen Minderheit von der Sperrklausel befreit, erstreckt sich gemäß § 4 Abs. 2 Satz 3 BWahlG die Befreiung von der Fünf-Prozent-Hürde auf alle Parteien nationaler Minderheiten in Deutschland. Neben dem SSW existiert derzeit die 2005 gegründete Lausitzer Allianz als sorbische Partei in Brandenburg und Sachsen, die allerdings bislang an keinen Wahlen teilgenommen hat. Die 2007 in Niedersachsen gegründete Partei Die Friesen, die sich in ihrer Satzung als Partei einer nationalen Minderheit bezeichnete, hat sich 2023 wieder aufgelöst.

## Rechtliche Grundlagen

### Bundestagswahlen
Bei der Wahl zum Deutschen Bundestag gilt Folgendes: Damit einer Partei gemäß der Stimmverteilung Sitze zugeteilt werden, muss sie mindestens fünf Prozent der gültigen Zweitstimmen auf sich vereinen („Fünf-Prozent-Klausel“). Anderenfalls verfallen die für diese Partei abgegebenen Zweitstimmen.
Die Grundmandatsklausel, wonach auch Parteien, die mindestens drei Direktmandate erringen, ihren Zweitstimmen entsprechend in den Bundestag einziehen, wurde ursprünglich 2023 abgeschafft. Das Bundesverfassungsgericht erklärte mit seiner Entscheidung vom 30. Juli 2024 die Ausgestaltung der Fünf-Prozent-Sperrklausel ohne Ausnahmen im § 4 Abs. 2 Satz 2 Nummer 2 BWahlG (nach der Abschaffung der Grundmandatsklausel im 2023 novellierten Bundeswahlgesetz) für verfassungswidrig und stellte die Unvereinbarkeit dieser Sperrklausel mit dem Grundgesetz fest. Zur Sicherstellung der Arbeits- und Funktionsfähigkeit des Bundestages sei es nicht erforderlich, eine Partei bei der Sitzverteilung unberücksichtigt zu lassen, deren Abgeordnete im Fall ihrer Berücksichtigung eine gemeinsame Fraktion mit den Abgeordneten einer anderen Partei bilden würden, wenn beide Parteien gemeinsam die Fünf-Prozent-Hürde überschreiten würden. Das Bundesverfassungsgericht ordnete die Fortgeltung der Sperrklausel an und erließ eine Regelung entsprechend der früheren Grundmandatsklausel bis zur Neuregelung der Sperrklausel durch den Gesetzgeber.
Eventuell errungene Direktmandate verbleiben darüber hinaus lediglich für Einzelkandidaten (§ 6 Abs. 2 BWahlG), nicht für Kandidaten einer Partei, wenn diese an der Sperrklausel scheitert (§ 6 Abs. 1 BWahlG).
Parteien nationaler Minderheiten, wie etwa der SSW, der 2021 erstmals seit 1961 wieder an einer Bundestagswahl teilgenommen hat und dadurch mit einem Abgeordneten im Bundestag vertreten ist, sind von der Sperrklausel befreit. Als nationale Minderheit gelten nur angestammte Minderheiten wie Dänen, Friesen, Sinti und Sorben, nicht jedoch Zuwanderer wie z. B. Italiener, Türken.

### Europawahlen
Seit der Europawahl 2014 gibt es keine Sperrklauselregelung mehr.
Bis zur Wahl 2009 galt bei Europawahlen eine reine Fünf-Prozent-Hürde gemäß § 2 Abs. 7 Europawahlgesetz (Wahlsystem, Sitzverteilung) in der Fassung vom 17. März 2008.
Die Vorschrift ist aber nach der Entscheidung des Bundesverfassungsgerichts vom 9. November 2011 nicht mit dem Grundgesetz vereinbar und damit nichtig. Sie verstößt nach Ansicht des Gerichts gegen die Wahlrechtsgleichheit und Chancengleichheit der Parteien.
Der CDU-Bundesparteitag sowie einige SPD-Landesverbände forderten daraufhin Ende 2012 die Einführung einer Drei-Prozent-Hürde bei Europawahlen; die CSU präferierte die Einrichtung von Wahlkreisen und Umstellung auf D’Hondt, was auch zu einer deutlichen Erhöhung der faktischen Sperrklausel führen würde. Auch das Europäische Parlament verabschiedete im November 2012 eine Entschließung, in der die Mitgliedsstaaten aufgefordert werden, „geeignete und angemessene Mindestschwellen“ für die Sitzvergabe einzuführen.
Am 13. Juni 2013 beschloss der Deutsche Bundestag eine Drei-Prozent-Sperrklausel für die Europaparlamentswahlen. Dagegen klagten mehrere kleinere Parteien vor dem Bundesverfassungsgericht, außerdem organisierte der überparteiliche Verein Mehr Demokratie eine Klage gegen das Gesetz.
Das Bundesverfassungsgericht verhandelte am 18. Dezember 2013 mündlich über die Klagen. Dabei wurde erörtert, ob sich die politische Lage im Europaparlament seit 2011 so verändert habe, dass nun eine Sperrklausel gerechtfertigt sein könnte.
Am 26. Februar 2014 urteilte das Bundesverfassungsgericht, dass die Drei-Prozent-Hürde verfassungswidrig und nichtig ist, da diese Hürde gegen die Chancengleichheit der Parteien verstößt. Bei der Europawahl 2014 zogen daraufhin sieben Abgeordnete kleiner Parteien in das Europaparlament ein, von denen sich die meisten einer der großen Fraktionen anschlossen.
Auf Initiative von CDU, CSU und SPD einigten sich am 6. Juni 2018 die EU-Staaten im Rat der Europäischen Union als Teil eines ganzen Pakets von Wahlrechtsänderungen auf die Einführung einer Sperrklausel von mindestens 2 % in großen Ländern/EP-Wahlkreisen, die bis spätestens zur übernächsten Europawahl nach Inkrafttreten des Beschlusses umzusetzen sein soll. Die neue Regelung wurde so konzipiert, dass sie faktisch nur Kleinparteien in Deutschland und eingeschränkt in Spanien trifft (alle anderen EU-Staaten haben bereits eine höhere explizite oder faktische Sperrklausel bei der Europawahl). Vor Inkrafttreten muss die Wahlrechtsänderung noch von allen EU-Mitgliedsstaaten ratifiziert und dann ins nationale Wahlrecht überführt werden. Pläne zur Ratifizierung und Wiedereinführung einer Sperrklausel bereits zur Europawahl 2019 hat die Große Koalition nach Widerstand der Grünen im November 2018 aufgegeben. – Bei einer weiteren Gesetzesinitiative 2023 nach einer Änderung der europäischen Wahlgesetze stimmten Bundesrat und Bundestag für eine Sperrklausel, es fehlte aber noch die Unterschrift von Bundespräsident Frank-Walter Steinmeier. Im Juli 2023 beantragte Die PARTEI beim Bundesverfassungsgericht dieses deutsche Zustimmungsgesetz zu stoppen, das vorsieht bei den Wahlen zum Europäischen Parlament eine Sperrklausel von mindestens zwei und höchstens fünf Prozent der abgegebenen gültigen Stimmen einzuführen. Dieser Antrag sowie eine entsprechende Verfassungsbeschwerde des Parteivorsitzenden Martin Sonneborn wurden mit Beschluss vom 6. Februar 2024 (2 BvE 6/23, 2 BvR 994/23) als unzulässig verworfen. Für die Europawahl 2024 hat dieser Beschluss noch keine Auswirkungen, aber für die Wahl 2029 wird eine entsprechende Hürde von mindestens 2 % kommen.

### Landtagswahlen
Für die Landtagswahlen ist die Fünf-Prozent-Hürde in den jeweiligen Landeswahlgesetzen verankert. In den meisten Bundesländern bezieht sich die Fünf-Prozent-Hürde auf die gültigen Stimmen. In den meisten Bundesländern ziehen über die Erststimme gewählte Direktkandidaten auch in den Landtag ein, wenn ihre Partei die Sperrklausel nicht überwinden konnte; teilweise gibt es auch eine Grundmandatsklausel ähnlich wie bei der Bundestagswahl.

#### Bayern
Am 1. Juli 1973 wurde in Bayern per Volksentscheid die Fünf-Prozent-Hürde für Landtagswahlen eingeführt. Zuvor galt eine Zehn-Prozent-Sperrklausel auf Ebene der Bezirke, d. h., eine Partei musste in mindestens einem der Bezirke zehn Prozent der gültigen Stimmen erreichen, um in den Landtag einzuziehen.
Nur in Bayern gilt heute noch die Regel, dass in den Landtag nur Direktkandidaten der Parteien einziehen können, die mindestens fünf Prozent der gültigen Stimmen bekommen, wobei Erst- und Zweitstimmen zusammengezählt werden.

#### Berlin
In Berlin hat die Fünf-Prozent-Hürde Verfassungsrang. Hier bezieht sich die Hürde auf die abgegebenen Stimmen, so dass diese effektiv etwas höher ist.

#### Bremen
Im Land Bremen wird die Fünf-Prozent-Hürde in den zwei Wahlbereichen Bremen und Bremerhaven getrennt angewendet. Dies hatte zur Folge, dass bei der Bürgerschaftswahl 2003 DVU und FDP und 2007 DVU und die Bürger in Wut in Bremerhaven in die Bürgerschaft einziehen konnten, obwohl landesweit keine fünf Prozent der Stimmen erreicht wurden.

#### Schleswig-Holstein
In Schleswig-Holstein ist der Südschleswigsche Wählerverband (SSW) von der Fünf-Prozent-Hürde ausgenommen.

### Kommunalwahlen
In fast allen Bundesländern wird die Fünf-Prozent-Hürde bei Kommunalwahlen nicht mehr angewandt; in die Kreis-, Stadt- und Gemeinderäte können somit alle Parteien und Gruppierungen einziehen, die – in Abhängigkeit vom Sitzzuteilungsverfahren – genug Stimmen erhalten, um die faktische Sperrklausel zu überwinden. Bei den üblichen Größen von Kreis-, Stadt- und Gemeinderäten von ca. 20 bis 70 Personen liegt diese Untergrenze dann etwa zwischen 2,5 und 0,7 Prozent.

#### Berlin
In Berlin gibt es bei den Wahlen zu den Bezirksverordnetenversammlungen eine Drei-Prozent-Hürde.

#### Bremen
In der Stadt Bremen gilt die Fünf-Prozent-Hürde nur für die Wahlen der Bremischen Stadtbürgerschaft.

#### Hamburg
In Hamburg gibt es bei den Wahlen zu den Bezirksversammlungen eine Drei-Prozent-Hürde.

#### Hessen
Im Koalitionsvertrag von CDU und SPD für die Wahlperiode 2024 bis 2029 sprechen sich die Parteien dafür aus, insbesondere die Einführung einer Sperrklausel zu evaluieren, um kommunale Handlungsfähigkeit sicherzustellen. Der Verein Mehr Demokratie und kleine Parteien wie Volt und Die PARTEI kritisierte den Vorstoß als undemokratisch.

#### Nordrhein-Westfalen
In Nordrhein-Westfalen wurde die fünfprozentige Sperrklausel mit Urteil des Verfassungsgerichts NRW vom 6. Juli 1999 abgeschafft.
Eine daraufhin eingeführte „Ein-Sitz-Klausel“, nach der eine Partei mindestens rechnerisch 1,0 Sitze erreicht haben muss, um in die Vertretungskörperschaft einzuziehen, war mit Urteil vom 16. Dezember 2008 unzulässig.
Am 21. November 2017 erklärte das Verfassungsgericht NRW die im Jahr 2016 im Landtag von SPD, CDU und Grünen beschlossene 2,5-Prozent-Hürde für verfassungswidrig. Bei der Wahl der Bezirksvertretungen ist sie jedoch gültig. Bei den Kommunalwahlen 2020 gab es keine 2,5-Prozent-Hürde.

#### Schleswig-Holstein
Am 13. Februar 2008 gab das Bundesverfassungsgericht einer Klage der schleswig-holsteinischen Grünen und Linken statt und erklärte die Fünf-Prozent-Hürde bei Kommunalwahlen für verfassungswidrig, da sie die Chancengleichheit kleinerer Parteien verletze. Nach der Einführung der Direktwahl von Bürgermeistern und Landräten in Schleswig-Holstein im Jahr 1995 seien für diese Wahl keine stabilen Mehrheiten mehr erforderlich. Außerdem zeigten die Erfahrungen in anderen Bundesländern ohne diese Hürde, dass die Kommunen dennoch funktionsfähig seien.

#### Thüringen
Am 11. April 2008 wurde auch in Thüringen die Fünf-Prozent-Hürde für rechtswidrig erklärt.

## Verfallene Zweitstimmen (Bundestagswahl)
Die nachfolgende Tabelle führt die aufgrund der Fünf-Prozent-Hürde, also die in Deutschland seit 1953 bundesweit geltende Sperrklausel, bei Bundestagswahlen abgegebenen aber verfallenen Zweitstimmen auf. Als ungültig gewertete Stimmen sind in der Tabelle nicht berücksichtigt.
|      | Gültige Zweitstimmen 1 | Davon verfallen | Anteil verfallen |
| ---- | ---------------------- | --------------- | ---------------- |
| 1953 | 27.551.272             | 1.803.026       | 6,54 %           |
| 1957 | 29.905.428             | 2.087.041       | 6,98 %           |
| 1961 | 31.550.901             | 1.796.408       | 5,69 %           |
| 1965 | 32.620.442             | 1.186.449       | 3,64 %           |
| 1969 | 32.966.024             | 1.801.699       | 5,47 %           |
| 1972 | 37.459.750             | 348.579         | 0,93 %           |
| 1976 | 37.822.500             | 333.595         | 0,88 %           |
| 1980 | 37.938.981             | 749.646         | 1,98 %           |
| 1983 | 38.940.687             | 201.962         | 0,52 %           |
| 1987 | 37.867.319             | 512.817         | 1,35 %           |
| 1990 | 46.455.772             | 2 3.740.292     | 2 8,05 %         |
| 1994 | 47.105.174             | 1.698.766       | 3,61 %           |
| 1998 | 49.308.512             | 2.899.822       | 5,88 %           |
| 2002 | 47.996.480             | 3 3.376.001     | 3 7,03 %         |
| 2005 | 47.287.988             | 1.857.610       | 3,93 %           |
| 2009 | 43.371.190             | 2.606.902       | 6,01 %           |
| 2013 | 43.726.856             | 6.859.439       | 15,69 %          |
| 2017 | 46.515.492             | 2.325.533       | 5,00 %           |
| 2021 | 46.298.387             | 3.992.986       | 8,62 %           |
| 2025 | 49.649.512             | 6.816.156       | 13,73 %          |

## Kontroversen
Ziel dieser Sperrklausel ist es, eine Konzentration der Sitzverteilung herbeizuführen, um stabile Mehrheiten zu fördern und einer Zersplitterung der Volksvertretungen durch kleine und Kleinstparteien und den damit verbundenen internen Konflikten entgegenzuwirken. Eingeführt wurde sie nach den Erfahrungen der Weimarer Republik. Die Fünf-Prozent-Hürde gilt als umstritten. Kritiker meinen, sie widerspreche dem Gedanken der Demokratie und dem Grundgesetz (Art. 38 Abs. 1 GG), nach dem jede Stimme den gleichen Wert haben muss. Mit einer Sperrklausel ist zwar weiterhin ein gleicher Zählwert der abgegebenen Stimmen gegeben, nicht jedoch zwingend ein gleicher Erfolgswert (vgl. auch Überhangmandate). Durch an der Fünf-Prozent-Hürde scheiternde Kleinparteien kommt es häufig vor, dass eine Regierungskoalition mit weniger als 50 % der Stimmen eine absolute Mehrheit der Parlamentssitze erhält. Nach Dieter Nohlen sind solche Disproportionseffekte abhängig davon, ob eine Wählerschaft die Wirkung solcher Sperrklauseln antizipiert sowie solche Parteien zu wählen unterlässt, und nannte dies einen psychologischen Effekt. Die Funktionsfähigkeit von Volksvertretungen, wo Parteien mit nur einem Sitz erlaubt sind, zeigt sich am Europäischen Parlament mit 206 Parteien und schweizerischen Bundesversammlung mit 12 Parteien, wo politische Fragmentierung durch Fraktionen reduziert wird.

### Rechtsprechung
Das Bundesverfassungsgericht erklärte 1990 die Fünf-Prozent-Sperrklausel auf Bundesebene in seiner bisherigen Rechtsprechung grundsätzlich für verfassungsgemäß, da es ein funktionsfähiges Parlament als ein höheres Gut ansah als die exakte Widerspiegelung des politischen Willens der Wähler. Es betont dabei aber, dass „die Vereinbarkeit einer Sperrklausel mit dem Grundsatz der Gleichheit der Wahl nicht ein für allemal abstrakt beurteilt werden kann“; die aktuellen Verhältnisse seien also zu berücksichtigen. Bei Kommunalwahlen wurde die Fünf-Prozent-Hürde von einigen Verfassungsgerichten der Länder dagegen für unzulässig bzw. überprüfungspflichtig erklärt. Bereits kurz nach Gründung der Bundesrepublik Deutschland wurde vom Bundesverfassungsgericht eine Sperrklausel von 7,5 % in Schleswig-Holstein für verfassungswidrig erklärt.

### Kontroverse nach der Bundestagswahl 2013
Bei der Bundestagswahl 2013 waren 6,8 Millionen (15,7 Prozent) verfallene Stimmen. Angesichts dieses Ergebnisses nannte der Rechtswissenschaftler Hans-Peter Schneider eine Absenkung der Sperrklausel „verfassungsrechtlich geboten“. Der Politologe und Parteienforscher Hans Herbert von Arnim sprach über diese Wähler von „doppelten Verlierern“. Einerseits sei ihre gewählte Partei nicht im Bundestag vertreten und andererseits vergrößere sich dadurch die Macht der Siegerparteien. Gegenüber Spiegel Online schlug von Arnim die Schaffung einer Ersatzstimme vor.
Der Politikwissenschaftler Frank Decker hält die Sperrklausel für eine Einschränkung der Gleichheit der Wahl. Parteien, die abweichende Positionen vertreten, hätten keine Chance, „im Bundestag ihre Meinung darzustellen und die anderen Parteien zu zwingen, sich damit zu befassen“. Das sei „unter Demokratiegesichtspunkten fragwürdig“. Der Rechtswissenschaftler Ulrich Battis bezeichnete im Deutschlandradio den Umstand, dass fast sieben Millionen Wählerstimmen ohne Auswirkung bleiben, als „schwer vereinbar mit dem Grundsatz der Demokratie“.
Der Grünen-Bundestagsabgeordnete Hans-Christian Ströbele bezeichnete die Fünf-Prozent-Hürde als „demokratierechtlich bedenklich“ und sprach sich wie der ehemalige Präsident des Verfassungsgerichts Hans-Jürgen Papier für eine niedrigere Hürde von drei Prozent aus. Ebenso kritisierte der Bürgerrechtler und Vorsitzende des Vereins Mehr Demokratie, Ralf-Uwe Beck, den Status quo und nannte als Lösung entweder die „Fünf-Prozent-Sperrklausel zu senken oder abzuschaffen“ oder „eine Ersatzstimme für die Wähler, die davon ausgehen, dass die von ihnen favorisierte Partei möglicherweise an der Sperrklausel hängen bleibt.“ Der Politikwissenschaftler Heinrich Oberreuter resümierte: „Dass 15 Prozent der Stimmen unter den Tischen fallen und das Wahlergebnis dadurch erheblich verzerrt wird, ist des Nachdenkens wert. Man könnte mal darüber nachdenken, ob die Fünf-Prozent-Hürde in ihrer Höhe noch zeitgemäß ist – angesichts der Tatsache, dass wir eine gewisse Stabilisierung des politischen Systems haben.“